# Macaria (genre)
Pour les articles homonymes, voir Macaria.
Genre
Macaria est un genre de lépidoptères (papillons) de la famille des Geometridae, de la sous-famille des Ennominae.

## Liste desespècesen Europe
Selon Fauna Europaea (1er mars 2023) :
- Macaria alternata (Denis & Schiffermüller, 1775)
- Macaria artesiaria (Denis & Schiffermüller, 1775)
- Macaria brunneata (Thunberg, 1784)
- Macaria carbonaria (Clerck, 1759)
- Macaria fusca (Thunberg, 1792)
- Macaria ichnusae Govi & Fiumi, 2005
- Macaria liturata (Clerck, 1759)
- Macaria loricaria (Eversmann, 1837)
- Macaria notata (Linnaeus, 1758) - Philobie tachetée
- Macaria signaria (Hübner, 1809)
- Macaria wauaria (Linnaeus, 1758) - Damas cendré